# Warrior (série télévisée)
Warrior est une série télévisée américaine en trente épisodes d'environ 50 minutes créée par Jonathan Tropper, diffusée depuis le 5 avril 2019 sur Cinemax pour les deux premières saisons puis sur HBO Max à partir de la troisième,,. Elle est basée sur une idée originale de Bruce Lee,,,.
Cette série est diffusée en France sur OCS, en Belgique sur BeTV et au Québec à Super Écran.

## Synopsis
La série se déroule pendant la guerre des tongs à la fin des années 1870 à San Francisco. Elle suit Ah Sahm, un prodige des arts martiaux qui émigre de Chine à la recherche de sa sœur, mais qui se retrouve vendu à l'un des plus puissants tong du quartier chinois.

## Distribution

### Acteurs principaux
- Andrew Koji (VF : Julien Allouf) : Ah Sahm
- Olivia Cheng (en) (VF : Sandra Parra) : Ah Toy
- Jason Tobin (VF : Adrien Larmande) : Jun fils
- Dianne Doan (en) (VF : Valérie Bachère) : Mai Ling / Xiaojing
- Kieran Bew (VF : Jérémie Covillault) : l'officier Bill « Big » O'Hara
- Dean Jagger (VF : Cedric Dumond) : Dylan Leary
- Joanna Vanderham (VF : Marie Bouvet) : Penelope Blake
- Tom Weston-Jones (en) (VF : Yoann Sover) : Richard Lee
- Hoon Lee (VF : Marc Saez) : Wang Chao
- Langley Kirkwood (en) (VF : Sylvain Agaësse) : Walter Buckley
- Christian McKay (VF : Thierry Kazazian) : Samuel Blake (saisons 1 et 2)
- Perry Yung (VF : Jean-Paul Pitolin) : Père Jun (saisons 1 et 2)
- Joe Taslim (en) (VF : Nessym Guétat) : Li Yong
- Dustin Nguyen (VF : Franck Sportis) : Zing (depuis la saison 2, récurrent saison 1)
- Céline Buckens (VF : Sara Chambin) : Sophie Mercer (depuis la saison 2)
- Miranda Raison (VF : Audrey Sourdive) : Nellie Davenport (depuis la saison 2)
- Chen Tang (en) (VF : Alexis Tomassian) : Hong (depuis la saison 2)
- Maria-Elena Laas (VF : Charlotte Correa) : Rosalita Vega (saison 2)

### Acteurs récurrents
- Emily Child (VF : Isabelle Desplantes) : Lucy O'Hara
- Henry Yuk (VF : Achille Orsoni) : Long Zii (saison 1)
- David Butler (VF : Bernard Allouf) : Russell Flanagan
- Graham Hopkins (VF : Gilbert Levy) : Bryon Mercer (saison 1)
- Rich Ting (VF : Thibaut Belfodil) : Bolo (saison 1)
- Brendan Sean Murray (VF : Jérémie Bérune) : Jack Damon (saison 1)
- Kenneth Fok : Jacob (saisons 1 et 2)
- Jenny Umbhau : Lai (saisons 1 et 2)
- Robert Hobbs (VF : Jean-Marc Charrier) : Stone
- Nicholas Pauling : Harrison
- Patrick Baladi (en) (VF : Constantin Pappas) : Robert Crestwood
- André Jacobs (VF : Guy Chapellier) : Lymon Merriweather
- Frank Rautenbach : Leonard Patterson (saison 1 et 2)
- Gaosi Raditholo : Abigail
- Emmanuel Castis (en) (VF : Fred Colas) : Clyde Nichols (saison 2)

 Source et légende : version française (VF) sur RS Doublage

## Production
En 1971, Bruce Lee avait développé un concept pour une série télévisée provisoirement appelée Ah Sahm, sur un artiste martial dans le vieil ouest américain, mais il avait du mal à le présenter à Warner Bros. et Paramount. Selon la veuve de Bruce Lee, Linda Lee Cadwell, cependant, le concept de Lee a été réorganisé et renommé Kung Fu, avec David Carradine dans le rôle principal, mais Warner Bros. n'a donné aucun crédit à Lee. Warner Bros. a déclaré qu'ils développaient depuis un certain temps un concept identique, créé par deux écrivains et producteurs, Ed Spielman et Howard Friedlander. Selon ces sources, la raison pour laquelle Lee n'a pas été choisi était en partie à cause de son appartenance ethnique, mais plus encore parce qu'il avait un fort accent.
En 2015, Perfect Storm Entertainment et la fille de Bruce Lee, Shannon Lee, ont annoncé que la série serait produite et diffusée sur Cinemax, et que le cinéaste Justin Lin a été choisi pour diriger la série. La production a commencé le 22 octobre 2017 au Cap, en Afrique du Sud, aux Cape Town Film Studios. La première saison comportait dix épisodes.
Le 24 avril 2019, Cinemax a renouvelé la série pour une deuxième saison, qui a été diffusée le 2 octobre 2020.
Le 14 avril 2021, HBO Max renouvelle la série pour une troisième saison après avoir récupèré la diffusion,. La diffusion de cette saison est prévue pour 2023.
Le 18 décembre 2023, la série est annulée. Netflix acquiert les drois non-exclusifs pour les États-Unis.

## Épisodes

### Première saison (2019)
1. The Itchy Onion (Un oignon qui dérange)
2. There's No China in the Bible (Il n'y a pas de Chine dans la Bible)
3. John Chinaman (John le Chinois)
4. The White Mountain (La Montagne Blanche)
5. The Blood and the Shit (Le Sang et la Merde)
6. Chewed Up, Spit Out and Stepped On (Broyé, recraché et piétiné)
7. The Tiger and the Fox (Le tigre et le renard)
8. They Don't Pay Us Enough to Think (Ils ne nous paient pas assez pour penser)
9. Chinese Boxing (Boxe chinoise)
10. If You're Going to Bow, Bow Low (Si tu te prosternes, va jusqu'au sol)

### Deuxième saison (2020)
Elle est diffusée à partir du 2 octobre 2020.
1. Learn to Endure, or Hire a Bodyguard (Encaisse ou engage un garde du corps)
2. The Chinese Connection (La connexion chinoise)
3. Not How We Do Business (C'est pas dans le contrat)
4. If You Don't See Blood, You Didn't Come to Play (Si vous ne voyez pas de sang, vous n'êtes pas venu jouer)
5. Not for a Drink, a F*ck, or a G**damn Prayer (Pas pour un verre, une baise ou une putain de prière)
6. To a Man with a Hammer, Everything Looks Like a Nail (Pour un homme avec un marteau, tout ressemble à un clou)
7. If You Wait by the River Long Enough (Si vous attendez assez longtemps au bord de la rivière)
8. All Enemies, Foreign and Domestic (Tous les ennemis, étrangers et nationaux)
9. Enter the Dragon (Opération Dragon)
10. Man on the Wall (L’homme sur le mur)

### Troisième saison (2023)
Elle est diffusée à partir du 29 juin 2023 sur HBO Max.
1. Exactly the Wrong Time to Get Proud (Je crains que la fierté ne soit un problème subsidiaire)
2. Anything Short of a Blow to the Head (Autre chose qu'une balle dans la tête)
3. No Time for F*cking Chemistry (Pas le temps pour la chimie)
4. In Chinatown, No One Thinks About Forever (À Chinatown, personne ne pense éternité)
5. Whiskey and Sticky and All the Rest Can Wait (Du whisky et de la chatte, et tout le reste peut bien attendre)
6. A Soft Heart Won't Do You No Favors (Avoir un cœur tendre ne sert à rien)
7. Gotta Be Crooked to Get Along in a Crooked World (Pour survivre entouré d'ordures, il faut devenir une ordure)
8. You Know When You're Losing a Fight (On sait reconnaître quand nos forces nous quittent)
9. All of Death Is Going Home (La mort est un retour)
10. A Window of F*cking Opportunity (Une putain de sacrée opportunité)

## Accueil
La première saison a reçu des critiques positives de la part des critiques. Sur l'agrégateur d'avis Rotten Tomatoes, la série détient une cote d'approbation de 79 % sur la base de 24 avis, avec une note moyenne de 7,55 / 10. Le consensus critique du site se lit comme suit : « Bien qu'il plie souvent sous le poids de ses ambitions élevées et de son pedigree idéologique, l'attitude du diable de Warrior peut fournir une énergie et une action passionnantes qui plairont à ceux qui recherchent un drame d'époque avec un petit coup de pied ». Sur Metacritic, il a un score moyen pondéré de 68 sur 100, basé sur 8 critiques, indiquant "des critiques généralement favorables". Le magazine Rolling Stone a nommé Warrior comme l'une des meilleures nouvelles séries de 2019.